# Carlo Brognolo
Carlo Brognolo (Mantova, ... – XV secolo) è stato un letterato e poeta italiano, esponente della famiglia Brognolo.

## Biografia
Nato a Mantova dal nobile Marco Brognolo, tesoriere del marchese di Mantova Gianfrancesco Gonzaga, frequentò con profitto Ca' Zoiosa dell'umanista Vittorino da Feltre, dal quale apprese la lingua greca e latina, la musica e si distinse come buon oratore.
Nel 1438 il marchese Gianfrancesco premiò il Brognolo per l'applicazione agli studi, investendolo dei beni feudali a Sustinente, appartenuti a Diomede Gonzaga.